# Werner Löscher
Werner Löscher (* 2. August 1939) ist ein ehemaliger deutscher Fußballspieler. In Zwickau und Werdau war er in den 1960er und 1970er Jahren im Zweitligafußball der DDR vertreten. 

## Sportliche Laufbahn
1962 stieg der knapp 23-jährige Werner Löscher zusammen mit seinem Zwillingsbruder Klaus Löscher mit der Betriebssportgemeinschaft (BSG) Aktivist „Karl Marx“ Zwickau aus der drittklassigen II. DDR-Liga in die I. DDR-Liga auf. In seiner ersten Saison im Zweitligafußball war Werner Löscher mit 23 Einsätzen bei insgesamt 26 Punktspielen und fünf Toren noch Stammspieler, danach spielte er im Gegensatz zu seinem Bruder nur noch eine untergeordnete Rolle im Spielbetrieb der BSG Aktivist. In den Spielzeiten 1963/64 und 1964/65 wurde er jeweils nur in einem Ligaspiel aufgeboten, 1965/66 dreimal. Nachdem er 1966/67 seine Einsatzrate auf neun Spiele in der DDR-Liga steigern konnte, bestritt er 1967/68 19 und 1968/69 13 Ligaspiele. In seinen sieben DDR-Liga-Spielzeiten erzielte er zehn Tore. 
Mit Beginn der Rückrunde 1968/69 wechselte Werner Löscher zur BSG Motor Werdau in die seit 1963 drittklassige Bezirksliga Karl-Marx-Stadt. Mit ihr wurde er Bezirksmeister, die Mannschaft verpasste aber in den Qualifikationsspielen den Aufstieg in die DDR-Liga. 1971 wurde Werner Löscher mit Werdau erneut Bezirksmeister und schaffte auch den Aufstieg. In den beiden DDR-Liga-Spielzeiten 1971/72 und 1972/73 war er bei Motor Werdau nur Ersatzspieler. 1971/72 hatte er mit vier Punktspieleinsätzen Anteil am Staffelsieg der Mannschaft, die anschließend an den Aufstiegsspielen zur Oberliga teilnahm. Werner Löscher kam in einem der acht Qualifikationsspiele zum Einsatz, Werdau verpasste aber als Letzter unter fünf Mannschaften den Aufstieg. Nachdem er 1972/73 nur ein Ligaspiel absolviert hatte, beendete er anschließend 34-jährig seine Laufbahn als Fußballspieler im höheren Ligenbereich. Dort hatte er zwischen 1962 und 1973 in der zweitklassigen DDR-Liga 75 Spiele bestritten und dabei elf Tore erzielt. In die Saison 1973/74 trat er als Trainer der BSG Motor Werdau noch einmal in der DDR-Liga in Erscheinung. 

## Hinweis
1. ↑  1963 wurde die II. DDR-Liga eingestellt, danach gab es nur noch die zweitklassige DDR-Liga.

| Personendaten    | Personendaten            |
| ---------------- | ------------------------ |
| NAME             | Löscher, Werner          |
| KURZBESCHREIBUNG | deutscher Fußballspieler |
| GEBURTSDATUM     | 2. August 1939           |